# Dilston, England
Dilston eller Devilstone är en ort i civil parish Corbridge, i grevskapet Northumberland i England. Orten är belägen 4 km från Hexham. Dilston var en civil parish 1866–1955 när det uppgick i Corbridge. Civil parish hade 303 invånare år 1951.